# 剩余价值
剩餘價值（德語：Mehrwert）根據馬克思主義理論，是指勞動者產生的被資本家剝削的勞動價值，這些被剝削的勞動價值最終成為資本家的利潤（產出的勞動價值和工資的落差），即“勞動者創造的被資產階級無償佔有的勞動價值”。關於剩余價值，社會主義國家按照馬克思主義的觀點認為，剩余價值應該歸無產階級所有。

## 發展經過
19世紀的世界經濟是處於發展初期，企業規模小，生產技術落伍，結果是成本高，利潤低。馬克思論調在於假定利潤提升源於在缺乏法律監管下，勞工被嚴重減薪，被迫超時工作。因此，馬認為所有的資本積累都是剝削。
當時的馬克思派不認為資方有參與「勞動」，因此利潤應全歸勞工所有。剩餘價值的計算是m（剩餘價值）=W（商品價值）-c（不變資本）-v（可變資本）。

## 定義假設
馬克思主義政治經濟學理論認為勞動是價值的源泉，即勞動價值論。 “價值是凝聚在商品中的無差別的人類勞動”，這一定義表明：首先，價值是商品社會所特有的現象，沒有市場就沒有商品；其次，價值是勞動的凝聚，所以機器不能創造價值。但是馬克思主義理論也認為，機器和其他的原材料，雖然不能創造勞動，但是可以把其作為商品的價值轉移到新的產品中去；這種轉移是通過生產過程完成的，而新價值的產生也是通過這個過程完成的。這一個統一的過程隱蓋了工人創造剩餘價值的過程。
馬克思認為，商品流通是資本主義經濟的基礎，而商品流通具有兩個基礎的表現形式——為要買而賣，以及為要賣而買；如果用G表示商品(goods)，用C表示貨幣(currency)，則前者可以簡寫為GCG（商品-貨幣-商品），後者亦可寫作CGC（貨幣-商品-貨幣）。馬克思提出，這兩種流通形態的主要不同在於，前者是為了換取商品而出賣已有的等價商品，後者則是為了得到增額的貨幣而進行商品買賣。在G-C-G的流通過程中，雖然前後商品的使用價值會有不同，但是價值量是基本相等的，即遵循等價交換的原則；貨幣在其中只是充當“墊支”的媒介。而在CGC的過程則大不相同，在一輪交換過程結束後，商品買賣者可以從中取回一筆增加的貨幣：譬如，用100元購買棉花，再將此棉花販賣出去而得到110元，最終所得的貨幣比開始時增加了10元；此時，這一過程的表示應該寫作CG-C'，而C'比C增加的貨幣量，即C' -C=ΔC被稱作剩餘價值，即流通過程中的價值增值額。當人將財富（貨幣）視為最重要，忽略了真實世界及人本身，是商品拜物教的內涵之一。
通過剩餘價值，我們很容易推出，工人們所得的總收入是永遠比他們所生產出來的產品的價值要少的（否則沒有剩餘價值）；也就是說，在資本主義社會，社會的購買力是低於社會所生產的物質財富（資本主義經濟學：「供過於求」），因此，經濟危機也就是不可避免的了。实际上这种想法是错误的，因为它假定剩余价值不会参与到经济活动中，而实际上，资本获得利润，会被用于扩大生产，直到当生产的边际利润降低时，资本会被投入国债等渠道，资助政府的种种公共支出，如教育，医疗等，最终使社会上所有人受益。（此结论，为没有考虑资本垄断的情况下得出）

## 兩大類別
按照馬克思主義政治經濟學的學說，剩餘價值按照其產生原因分為兩類——絕對剩餘價值、相對剩餘價值。
通過延長工作日而生產的剩餘價值，叫作絕對剩餘價值；
通過縮短必要勞動時間、相應地改變工作日的兩個組成部分——必要勞動時間、剩餘勞動時間的量的比例而產生的剩餘價值，叫做相對剩餘價值。

## 争议与反思
奧地利經濟學派的學者認為，剩餘價值並非無償被資產階級佔有。資本家創業的過程中須擔負各種生產風險，如：政治壓迫、租金上升、勞力流失、機器維護、舉債創業、市場走向不確定性。企業家風險證明企業家所得的剩餘價值時正時負，資方的承擔屬無形勞動，其「價值」不該被無視。再者，剩餘價值並非被資本家霸佔，應視為資本家無形勞動（承擔風險）的結果。相反，當該等風險出現時，勞方並無分擔資本家風險的義務，勞動者的最低勞動狀態是零，而非負。
在傳統的經濟上了解馬克思的存在意義。企業家職能在自由市場資本主義社會中，「利潤」是證明未雨綢繆的企業家的成績，同時資方要面對成本和風險。勞方亦是企業成本的一部份，但資方應保證勞方在任何情況下，得到共識下的「薪酬」和「福利」，而非把成本和風險轉移至勞方，如欠薪，等非法行為。反之，指令經濟，和國企下，資方與勞方；公营单位人员與人民亦應要存在上述原理，並非把責任推向另一方，造成经济困难和社會問題。
在夥伴合作模式，資本家和勞動者的角色混合，使之同時演繹兩者角色，付出與收入將被等份以一定比例瓜分(中國的人民公社和公营单位人员與人民之間，存在職級身份的不同，與此假設不同。)。但自僱人士就是勞者自負盈虧，證明剩餘價值可於個人中實現，同時剩餘價值存在正和負。

## 資料來源
- Shane Mage, The Law of the Falling Tendency of the Rate of Profit; Its Place in the Marxian Theoretical System and Relevance to the US Economy. Phd Thesis, Columbia University, 1963.
- Fred Moseley papers:  （页面存档备份，存于）
- Gerard Dumenil & Dominique Levy papers
- Steve Keen, Debunking Economics; The Naked Emperor of the Social Sciences. London: Zed Press, 2004.Economics: Debunking Economics Overview
- Emmanuel Farjoun and Moshe Machover, Laws of Chaos; A Probabilistic Approach to Political Economy, London: Verso, 1983.